# Орден Красного Знамени (Монголия)
Орден Боевого Красного Знамени (монг. «Цэргийн гавьяаны улаан туг» одон) — орден Монгольской Народной Республики — учреждён в 1926 году.

## История создания
Орден Красного знамени был учреждён в 1926 году.
Первоначально орден назывался «За воинскую доблесть», в 1931—1945 гг. назывался орден «Красного знамени за воинскую доблесть», с 1945 года получил название орден «Красного знамени за военные заслуги», с 1993 года называется орден «Красного знамени за воинскую доблесть».
Им награждались солдаты, офицеры, политработники Монгольской народно-революционной армии, Монгольской народной армии — военнослужащие, работники госбезопасности, пограничники и иные граждане, совершившие подвиг при обороне страны от агрессоров и внёсшие вклад в дело укрепления народно-революционной армии, усиления оборонной мощи своей страны против внешних и внутренних врагов, в деле защиты мирного труда народа.
Орденом Боевого Красного знамени МНР награждались также отдельные воинские части, соединения, военные училища, промышленные и административные организации, успешно выполнившие особые задания правительства в деле повышения военной мощи МНРА и укрепления обороноспособности страны.
Наградой в разное время были награждены тысячи монгольских воинов, бойцы и командиры Красной Армии, военные деятели Советской армии, армий социалистических стран. Особо отличившиеся в защите МНР орденом Боевого Красного Знамени награждались дважды, трижды, четырежды, а маршал Х. Чойбалсан был награждён 5 раз.
Среди награждённых этим орденом четырежды — маршал МНР Г. Дэмид, генерал-полковник Ж. Лхагвасурэн, генерал-майор Г. Рэндоо, полковник Д. Нянтайсурэн, трижды награждены К. Е. Ворошилов, генерал-майоры Д. Дамдинхуу, М. Зайсанов, Ч. Данзан, Б. Шагдаржав, полковник М. Цэдэндаш, один из первых Героев МНР, лётчик, комбриг Ч. Шагдарсурэн, подполковник В. Сааралдай.
Одним из первых этим орденом были награждены Маршалы Советского Союза К. Е. Ворошилов и С. M. Будённый, советские лётчики: Г. А. Рефшнейдер (1936), дважды Герои Советского Союза С. П. Денисов, Г. П. Кравченко, Я. В. Смушкевич. Армейская газета «Улаан Од» («Красная звезда»), Объединённое высшее военное училище, эскадрилья «Монгольский арат», Управление пограничных и внутренних войск МНР, 44-я гвардейская танковая бригада «Революционная Монголия», Монгольский Революционный Союз Молодёжи, 17-я армия Советской Армии, также заслужили эту высокую боевую награду.
Орденом Боевого Красного Знамени МНР были награждены Военная академия им. М. В. Фрунзе и Военно-политическая академия им. В. И. Ленина, Военная академия тыла и транспорта и другие военно-учебные заведения, внёсшие большой вклад в дело подготовки военных кадров МНР.
Согласно Херфурту, орденом I типа было произведено около 600 награждений, II типа — около 2300, III и IV типа — около 6000.

## Статут
(Это положение утверждено Постановлением Президиума Малого Хурала и Совета Министров МНР за № 26-27 от 16 мая 1941 г.)

II. Орден Боевого Красного Знамени Монгольской Народной Республики

10. Орденом Боевого Красного Знамени МНР награждаются солдаты, офицеры, политработники народно-революционной армии, военнослужащие и работники погранвойск Министерства внутренних дел, и прочие граждане, совершившие подвиги в деле укрепления народно-революционного правительства, усиления оборонной мощи своей страны против внешних и внутренних врагов, в деле обеспечения мирного труда народа.

11. Орденом Боевого Красного Знамени МНР награждаются отдельные воинские части и соединения, промышленные и административные организации, успешно выполнившие особые задания правительства в деле повышения военной мощи МНРА и укрепления обороноспособности страны…

Льготы награждённым орденами и медалями МНР

18. Дети награждённых орденами МНР освобождаются от платы за обучение и им предоставляется преимущественное право при посылке для учёбы за границу.

19. Награждённым орденами МНР предоставляется право бесплатной охоты и рыбной ловли на всей территории МНР.

О порядке пользования льготами для награждённых орденами и медалями МНР

20. Пользование льготами для награждённых орденами и медалями осуществляется в предусмотренных данным положением случаях, дополнительные права могут быть указаны в орденских книжках или предусмотрены в Конституции МНР.

21. Действие орденских книжек постоянно…

Заключительная часть

23. Награждённые орденами и медалями МНР должны являться примером для остального населения в выполнении Конституции и других законов МНР.

24. Право лишения награждённого орденом и медалью МНР имеет только Президиум Малого Хурала.

Основанием для этого может быть только приговор суда и совершение награждённым крупного преступления.
25. При утере орденов лица, награждённые ими, должны своевременно известить местные органы власти и Президиум Малого Хурала. Право повторной выдачи ордена принадлежит только Президиуму Малого Хурала.

26. После смерти награждённого родственники последнего в течение года обязаны сдать его ордена в Президиум Малого Хурала. В орденской книжке делается соответствующая отметка, а сама она выдается на руки родственникам умершего как память о его заслугах.

27. Лица, носящие ордена и медали МНР, не имея на это право, несут ответственность в соответствии с уголовным кодексом.

## Описание знака ордена I типа (1926 год)
- Изображение ордена 1-го типа Архивная копия от 27 апреля 2018 на Wayback Machine
- Орден 1-го типа (2 изображения справа) Архивная копия от 27 апреля 2018 на Wayback Machine

Л. с. знака ордена Боевого Красного Знамени представляет собой выпуклую пятиконечную звезду, покрытую красной эмалью. Между концами звезды расположены пучки расходящихся лучей (по семь лучей в каждом). В центре звезды расположен круглый выпуклый щит, покрытый белой эмалью. На щите изображено солнце с расходящимися лучами. Солнце покрыто жёлтой эмалью. На солнце наложено выпуклое изображение герба «Соёмбо».
Герб покрыт белой эмалью, а листья лотоса под гербом — зелёной эмалью. По бокам герба «Соёмбо» расположены два свешивающихся красных знамени. Над гербом — пятиконечная звезда с изображением двух рыб в центре. Рыбы покрыты красной и белой эмалью. Эта звезда на 1-м варианте металлическая, на 2-м — красной эмали.
О. с. 1-го варианта:
О. с. знака ордена гладкая, вогнутая, имеет в центре нарезной штифт с гайкой для прикрепления ордена к одежде. Ниже штифта находятся три клейма.
1. Клеймо-оттиск именника изготовителя. Клеймо прямоугольной формы с буквами «ВХТМ» — Высшие (Государственные) художественно-технические мастерские. Этот вариант изготавливался до 1927 г.
2. Клеймо-оттиск пробивного клейма. Клеймо овальной формы с изображением головы женщины и цифры 84 (голова женщины — символ России, 84 — цифра, определяющая пробивность металла).
3. Клеймо-оттиск знака удостоверения. Клеймо изображает женскую голову.
О. с. 2-го варианта:
О. с. знака ордена гладкая, вогнутая, имеет в центре нарезной штифт с гайкой для прикрепления ордена к одежде. Выше штифта находится клеймо Монетного двора в две строки. Ниже штифта вырезан штихелем порядковый номер награды и нанесено клеймо «ПО».
Знак ордена изготовлен из серебра 84-й пробы, был позолочен. Он изготовлялся из четырёх отдельных частей, которые после штамповки вручную обрабатывались и собирались на штифтиках. На о.с. имеются заклёпки пяти штифтиков. Нарезной штифт на оборотной стороне припаян.
У 2-го варианта существует знак повторного награждения. У этого знака в нижней части между лучами звезды расположен щит с уйгурской цифрой «2», указывающей на повторное награждение.
Размеры ордена: расстояние между противоположными концами звезды — 53 мм, расстояние между противоположными концами пучков лучей — 48 мм. Вес ордена составляет 32,60 г, вес прокладки — 4,60 г, вес гайки — 2,60 г.

## Описание знака ордена II типа (1940 год)
Л. с. знака ордена Боевого Красного Знамени представляет собой выпуклую пятиконечную звезду, покрытую красной эмалью. Между концами звезды расположены пучки расходящихся плоских лучей (по семь лучей в каждом). Верхнюю часть ордена закрывает развернутое вправо красное знамя с буквами «Б. Н. М. А. У», разделенными четырьмя точками.
В центре ордена на круглом медальоне изображен герб Монгольской Народной Республики (тип II, разновидность первая). Герб покрыт красной, голубой и жёлтой эмалью.
В нижней части герба прикреплены накладные скрещенные винтовка и сабля. Под гербом — зелёная эмалевая гирлянда из листьев лотоса.
О. с. знака ордена гладкая, вогнутая, имеет в центре припаянный нарезной штифт с гайкой для прикрепления к одежде. В верхней части имеется вдавленная двухстрочная надпись «Монетный двор». В нижней части выгравирован номер награды. В центре имеются следы от трёх клёпок, с помощью которых прикрепляется центральный медальон на л. с.
Орден изготовлен из серебра, л. с. позолочена. Размеры ордена: Высота — 50 мм, ширина — 48 мм. Вес ордена — 66,01 г. Вес гайки — 8,15 г.
У знаков повторных награждений в нижней части л. с. между концами сабли и винтовки располагается щит голубой эмали с цифрой «2», «3» или «4», указывающей на повторное награждение орденом.

## Описание знака ордена III типа (1945 год)
Л. с. знака ордена Боевого Красного Знамени представляет собой выпуклую пятиконечную звезду, покрытую красной эмалью. Между концами звезды расположены пучки расходящихся граненых лучей (по семь лучей в каждом пучке).
В центре звезды — расчерченный полосками накладной круг, покрытый белой эмалью. На круг наложен герб МНР (тип II, разновидность вторая), покрытый красной, голубой, зелёной и жёлтой эмалью. Над гербом — развёрнутое вправо красное эмалевое знамя.
О. с. ордена вогнутая, имеет контррельеф л. с. В центре припаян нарезной штифт с гайкой для прикрепления ордена к одежде. Около штифта следы трёх клёпок, с помощью которых соединяются отдельные части ордена. В нижней части выгравирован номер награды.
Орден изготовлен из серебра, л. c. позолочена. Размеры ордена: расстояние между противоположными концами звезды — 52 мм.
Вес ордена — 56,20 г. Вес гайки — 10,10 г.
Этот орден выпускался также с цифрами «2», «З» и «4», которые указывали на повторность награждения. Цифры «2», «З» и «4» помещались между нижними концами звезды под другом, на маленькой пластиночке, в виде усечённого сектора, покрытого синей эмалью.

## Описание знака ордена IV типа (1970 год)
Л. с. знака ордена Боевого Красного Знамени представляет собой выпуклую пятиконечную звезду, покрытую красной эмалью. Между концами звезды расположены пучки расходящихся граненых лучей (по семь лучей в каждом пучке).
В центре звезды — расчерченный полосками накладной круг, покрытый белой эмалью. На круг наложен герб МНР (тип III), покрытый красной, голубой, зелёной и жёлтой эмалью. Над гербом — развёрнутое вправо красное эмалевое знамя.
О. с. ордена вогнутая, имеет контррельеф л. с. Для крепления ордена к одежде служит специальная булавка. Головки трёх клепок, с помощью которых соединяются отдельные части ордена. В нижней части выгравирован номер награды.
Орден изготовлен из серебра, л. c. позолочена. Размеры ордена: расстояние между противоположными концами звезды — 52 мм.
Вес ордена — 56,20 г. Вес гайки — 10,10 г.

## Планка ордена Боевого Красного Знамени

### До 1961 года
До 1961 года планка ордена для повседневного ношения была прямоугольной металлической с эмалью.
- Ширина полос на планке до 1961 года — 4-6-1-6-1-6-4.
- Цвета полос слева направо — Ж-К-Б-Б/Г-Б-К-Ж.

### С 1961 года
В 1961 году эмалированные планки были заменены на металлические планки, обтянутые муаровой лентой.
- Ширина полос на ленте после 1961 года — 8-8-8.
- Цвета полос слева направо — К-Г-К.

(Размеры полос даны в мм. Сокращения: Ж — жёлтый, Г — голубой, Б/Г — белый орнамент на голубом фоне, К — красный, Б — белый.)
| Планка до 1961 года | Планка с 1961 года |
|                     |                    |